# Нарбут, Владимир Иванович
Влади́мир Ива́нович На́рбут (2 (14) апреля 1888, Нарбутовка, Черниговская губерния, Российская империя — 14 апреля 1938, Колымский край, СССР) — русский писатель, поэт и литературный критик, редактор, акмеист. Расстрелян в день своего 50-летия по постановлению тройки НКВД. Посмертно реабилитирован в 1956 году «за отсутствием состава преступления».

## Биография
Принадлежал к старинному роду с литовскими корнями. Был вторым из девяти детей в семье.
Окончил с золотой медалью Глуховскую классическую гимназию. В 1905—1906 гг. перенёс болезнь, следствием которой стала пожизненная хромота из-за удаления пятки на правой ноге.
С 1906 года вместе с братом Георгием жил в Петербурге на квартире И. Билибина, оказавшего на братьев большое влияние. Учился в Петербургском университете последовательно на трёх факультетах — математическом, восточных языков и филологическом; курса не окончил. Летние каникулы проводил у родителей, подрабатывал репетиторством.
Печататься начал в 1908 году (очерк «Соловецкий монастырь» в петербургском журнале «Бог — помочь!»), в декабре того же года опубликовал первые стихи (журнал «Светлый луч»). С начала 1911 года сотрудничал как поэт и критик в студенческом журнале «Gaudeamus», где также руководил отделом поэзии. Посещая собрания молодых поэтов у С. Городецкого, сблизился с кругом будущего «Цеха поэтов»; вошёл в «Цех» с его образованием в октябре-ноябре 1911 года, став адептом зарождающихся идей «адамизма» и «акмеизма».
В октябре 1912 года, чтобы избежать суда за скандальный сборник «Аллилуиа», при содействии Н. Гумилёва присоединился к пятимесячной этнографической экспедиции в Сомали и Абиссинию. Вернувшись в марте 1913 года после амнистии по случаю 300-летия дома Романовых, взялся за издание и редактирование «Нового журнала для всех», но через 2 месяца, запутавшись в финансовых делах, продал права на журнал и вскоре уехал на родину. В годы войны время от времени печатался в столичной и местной периодике.
К 1917 году примкнул к левым эсерам, после Февральской революции вошёл в Глуховский совет, склоняясь к большевикам.
В январе 1918 года семья Нарбута в своём доме подверглась нападению отряда красных «партизан», которые громили «помещиков и офицеров». При этом был убит брат Владимира Сергей, офицер, недавно вернувшийся с фронта. Владимир Нарбут получил четыре пулевые раны, после чего в местной больнице ему пришлось ампутировать кисть левой руки. Когда выяснилось, что тяжелораненый литератор состоит в партии большевиков, нападавшие посетили больницу и принесли «извинения».
Весной 1918 года отправлен в Воронеж для организации большевистской печати; помимо этого в 1918—1919 гг. издавал «беспартийный» журнал «Сирена». В 1919 году жил в Киеве, где участвовал в издании журналов «Зори», «Красный офицер», «Солнце труда». Остался в городе после занятия его белыми, затем по контролируемым белыми территориям уехал через Екатеринослав в Ростов-на-Дону, где 8 октября 1919 года был арестован контрразведкой белых как коммунистический редактор и член Воронежского губисполкома. В контрразведке дал показания, в которых признался в ненависти к большевикам и объяснил своё сотрудничество с советской властью безденежьем, страхом и отчаянием. Позднее это признание попало в руки ЧК и спустя многие годы, в 1928 году, было использовано как компромат против Нарбута. Освобождённый при налёте красной конницы, вновь официально вступил в РКП(б).
В 1920 году возглавил одесское отделение РОСТА, редактировал журналы «Лава» и «Облава»; подружился с Э. Багрицким, Ю. Олешей, В. Катаевым, который позднее вывел Нарбута в романе «Алмазный мой венец» под прозвищем «колченогий». В 1921—1922 гг. — заведующий УкРОСТА в Харькове.
В 1922 году переселился в Москву, работал в Наркомпросе; от поэзии отошёл. Основал и возглавил издательство «Земля и фабрика» (ЗиФ), на его базе в 1925 году совместно с издателем В. А. Регининым основал ежемесячник «Тридцать дней». В 1924—1927 гг. — заместитель заведующего Отделом печати при ЦК ВКП(б), в 1927—1928 гг. — один из руководителей ВАПП.
В 1928 году исключён из партии за сокрытие обстоятельств, связанных с его пребыванием на юге во время гражданской войны, одновременно уволен с редакторских постов. Жил литературной подёнщиной. В 1933 году вернулся к поэзии.
26 октября 1936 года арестован НКВД по обвинению в пропаганде «украинского буржуазного национализма». Причислен следствием к членам «группы украинских националистов — литературных работников», которая якобы занималась антисоветской агитацией. Руководителем группы был объявлен И. С. Поступальский, а её членами, помимо Нарбута, — переводчики П. С. Шлейман (Карабан) и П. Б. Зенкевич и литературовед Б. А. Навроцкий. 23 июля 1937 года постановлением Особого совещания при НКВД СССР каждый из пятерых был осуждён на пять лет лишения свободы по статьям 58—10 и 58—11 УК РСФСР. Осенью Нарбут был этапирован в пересыльный лагерь под Владивостоком, а в ноябре — в Магадан.
2 апреля 1938 года во время кампании массового террора в колымских лагерях (декабрь 1937 — сентябрь 1938), вошедшего в историю под названием «гаранинщина», против Нарбута было возбуждено новое уголовное дело по обвинению в контрреволюционном саботаже. 4 апреля он был допрошен, 7 апреля было составлено обвинительное заключение и постановление тройки НКВД. 14 апреля, в день своего 50-летия, Нарбут был расстрелян в карантинно-пересыльном пункте № 2 треста «Дальстрой». Посмертно реабилитирован в 1956 году «за отсутствием состава преступления».
В 1960-е годы широкое распространение получила легенда, согласно которой Нарбут вместе с несколькими сотнями заключённых-инвалидов был утоплен на барже в Нагаевской бухте. На протяжении длительного времени эта информация не могла быть проверена вследствие того, что при реабилитации в октябре 1956 года родственникам Нарбута была выдана справка с намеренно сфальсифицированной датой смерти — 15 ноября 1944 года. Подлинные обстоятельства его гибели были установлены только в конце 1980-х гг.

## Семья
- Отец — Иван Яковлевич Нарбут (1858—1919), чиновник, коллежский секретарь.
- Мать — Неонила Николаевна Нарбут, урожд. Махнович (1859—1936).
- Брат — Георгий Иванович Нарбут (1886—1920), художник.
  - Племянник — Даниил Георгиевич Нарбут (1916—1998), художник.
- Первая жена — Нина Ивановна Лесенко (1895—1966).
  - Сын — Роман Владимирович Нарбут (1915—1979).
    - Внучки: Ирина Романовна Нарбут (р. 1947); Татьяна Романовна Романова (р. 1949).
- Вторая жена — Серафима Густавовна Суок (1902—1982).

## Память
Первое посмертное собрание стихов, подготовленное Л. Чертковым, вышло в Париже в 1983 году. В своей работе «Лексикон русской литературы XX века» Вольфганг Казак заметил:
Лирика Нарбута очень предметна и красочна, он предпочитает описательный, ритмизованный прозаический язык; в его лексике представлены элементы украинского языка.

### Прижизненные издания
- Стихи. Кн. 1. — СПб.: Дракон, 1910. — 138 с. — 1000 экз.
- Аллилуиа: Стихи / Оформ. И. Билибина, Г. Нарбута, М. Чемберс. — СПб.: Цех поэтов, [1912]. — [46] с., 1 л. портр. 100 экз. (Конфисковано)
  - Изд. 2-е. [Одесса], 1922. — 32 с. — 1000 экз.
- Любовь и любовь. 3-я книга стихов. — Санкт-Петербург: скл. изд. т-ва «Наш век», 1913. — 13 с.
- Вий. — СПб.: Наш век, 1915. (Не разыскан)
- Веретено. — Киев: Изд. Наркомпроса Украины, 1919. (Не разыскан)
- Стихи о войне. — Полтава, 1920. (Не разыскан)
- Красноармейские стихи. — Ростов-на-Дону: Изд. Политотдела Н-ской армии, 1920. — 40 с. (Не разыскан)
- Плоть: Быто-эпос. — Одесса, 1920. — 32 с.
- В огненных столбах. — Одесса: Изд. губ. отд. печати, 1920. — 42 с.
- Советская земля. — Харьков, 1921. — 32 с.
- Александра Павловна. — [Харьков]: Лирень, 1922. — 32 с. — 1000 экз.

### Посмертные издания
- Избранные стихи / Подгот. текста, вступит. статья и примеч. Л. Черткова. — Paris: La Presse libre, Cop., 1983. — 255 с.: ил., портр.; ISBN 2-904228-13-6
- Стихотворения / Вступит. статья, сост. и примеч. Н. Бялосинской и Н. Панченко. — М.: Современник, 1990. — 446 с. (Феникс. Из поэтического наследия XX века); ISBN 5-270-00237-X
- Статьи. Рецензии. Письма: критические статьи. / Владимир Нарбут, Михаил Зенкевич; Учреждение Российской акад. наук, Ин-т мировой литературы им. А. М. Горького. — М.: ИМЛИ РАН, 2008. — 330 с.; ISBN 978-5-9208-0300-9
- Собрание сочинений: Стихи. Переводы. Проза / Сост., подгот. текста, вступ. статья и примеч. Р. Р. Кожухарова. — М.: ОГИ, 2018. — 832 с.: ил., портр., факс. — 2000 экз.; ISBN 978-5-94282-823-3